# Eotrachodon
Eotrachodon („Jitřní Trachodon“) byl rod kachnozobého dinosaura, žijícího v období pozdní křídy (asi před 83 miliony let) na území východu dnešních USA (stát Alabama).

## Popis
Patřil mezi poměrně velké ornitopody, jeho délka se pohybovala asi kolem osmi metrů a hmotnost mohla dosáhnout několika metrických tun. Jako všichni kachnozobí dinosauři byl i eotrachodon býložravý. Jeho zuby byly uzpůsobeny ke žvýkání tuhých větviček a listů. Jméno eotrachodon se vztahuje k již neplatnému rodovému jménu "trachodon", které dali paleontologové prvním známým severoamerickým hadrosauridům (dnes po překlasifikování zejména rod Edmontosaurus).
Tento kachnozobý dinosaurus obýval území Severní Ameriky, které dnes nazýváme Appalačií a v dané době představovalo východní ostrov, oddělený od západního území (Laramidie) velkým vnitrozemským mořem. Eotrachodon patřil k primitivním zástupcům hadrosauridů a představuje sesterskou vývojovou větev ke skupinám Lambeosaurinae a Saurolophinae. Blízkým příbuzným je také rod Hadrosaurus, představující dalšího hadrosaurida z východní části kontinentu. V případě eotrachodona mohlo jít dokonce o jednoho z předchůdců pokročilejších hadrosauridů, představuje tedy doklad pro možnost, že se tito velmi úspěšní býložravci vyvinuli právě na území Appalačie. Jeho fosilie byly objeveny v sedimentech souvrství Mooreville Chalk.

## Zařazení
Blízce příbuznými rody jsou například taxony Lophorhothon, Huehuecanauhtlus nebo Gonkoken.